# 林暁光
林 暁光（りん ぎょうこう、Xiaoguang Lin）は、日本の建築工学/構造工学・システム工学者。構造計算適合判定資格者。大阪工業大学工学部建築学科准教授、工学博士（東京大学）。日本建築防災協会電子情報化委員会元委員。日本建築総合試験所構造計算適合性元判定員。日本建築学会鋼構造変形限界設計小委員会元委員。元防衛省近畿中部防衛局総合評価アドバイザー。
専門は、建築システム工学・構造工学（3次元CG、CAE/LS-DYNA解析含む）、建築材料力学、建築防災工学、東アジア建築工学。

## 経歴
1983年ハルビン工業大学基礎工学部力学学科を卒業後、東京大学大学院工学系研究科建築学専攻修士課程修了。1993年同大学院工学系研究科建築学専攻博士課程修了、工学博士（東京大学）。1994年東京大学生産技術研究所助手・特別研究員などを経て、2003年大阪工業大学工学部建築学科に着任し、現在は同学科准教授・八幡工学実験場構造実験センター教員。
日本最大級の無料オンライン大学講座JMOOCで「土木・建築」の認定講座の建築構造講師も担当した。
主な所属学会は、日本建築学会、日本建築防災協会、日本膜構造協会、日本鉄鋼連盟など。

## 主な研究
- ニューラルネットワークによる知的構造実験システムの開発
- 曲げせん断型鉄骨柔架構のための部分構造オンライン実験スキーム
- 筋かい付き多構面鉄骨構造の地震応答シミュレーション・数値解析
- 幾何学的非線形性を考慮した偏平膜構造の風応答解析
- スマート型空間構造物の開発と構造挙動に関する研究
- 部分構造法による多構面立体骨組のハイブリッド地震応答実験
- フランジアングルを用いた柱梁半剛接合の初期剛性に関する研究[5]
- 高力ボルトによる鉄骨構造柱はり接合部の基礎的力学性能評価に関する研究[6] - 民間財団等研究助成（レントオール奨学財団）案件
- 東アジアにおける偶発的作用による崩壊事故例の調査と原因分析に関する研究